# Längdhopp för damer vid olympiska sommarspelen 2004
 Längdhopp för damer vid  Olympiska sommarspelen 2004 genomfördes vid Atens olympiska stadion den 25 och 27 augusti.

## Medaljörer
| Event     | Guld                      | Guld   | Silver                  | Silver | Brons                   | Brons  |
| Längdhopp | Tatiana Lebedeva Ryssland | 7,07 m | Irina Simagina Ryssland | 7,05 m | Tatiana Kotova Ryssland | 7,05 m |

## Resultat
Alla resultat visas i meter.

Q automatiskt kvalificerad.

q kvalificerad genom ett av de därnäst bästa resultaten

DNS startade inte.

OR markerar olympiskt rekord.

NR markerar nationsrekord.

PB markerar personligt rekord.

SB markerar bästa resultat under säsongen.

NM markerar ej resultat

DSQ markerar diskvalificerad eller utesluten.

### Kval
Kvalgränsen var satt till 6,60 meter, vilket klarades av 10 deltagare, varför de två resterande finalplatserna besattes av de två med därnäst bästa resultaten.
| Placering | Grupp | Namn                 | Nationalitet   | 1    | 2    | 3    | Märke | Noteringar |
| --------- | ----- | -------------------- | -------------- | ---- | ---- | ---- | ----- | ---------- |
| 1         | B     | Tatiana Lebedeva     | Ryssland       | 6.95 |      |      | 6.95  | Q          |
| 2         | B     | Bronwyn Thompson     | Australien     | 6.63 | x    | 6.80 | 6.80  | Q, =SB     |
| 3         | B     | Tatiana Kotova       | Ryssland       | 6.79 |      |      | 6.79  | Q          |
| 4         | A     | Irina Simagina       | Ryssland       | 6.75 |      |      | 6.75  | Q          |
| 5         | B     | Carolina Klüft       | Sverige        | 6.73 |      |      | 6.73  | Q          |
| 6         | A     | Jade Johnson         | Storbritannien | x    | 5.01 | 6.71 | 6.71  | Q          |
| 7         | A     | Marion Jones         | USA            | x    | 6.70 |      | 6.70  | Q          |
| 8         | A     | Bianca Kappler       | Tyskland       | 6.59 | 6.36 | 6.69 | 6.69  | Q          |
| 9         | A     | Anju Bobby George    | Indien         | 6.69 |      |      | 6.69  | Q          |
| 10        | A     | Grace Upshaw         | USA            | 6.55 | 6.68 |      | 6.68  | Q          |
| 11        | A     | Jelena Kasjtjejeva   | Kazakstan      | x    | 6.43 | 6.57 | 6.57  | q          |
| 12        | A     | Tünde Vaszi          | Ungern         | 6.41 | 6.55 | 6.36 | 6.55  | q          |
| 13        | A     | Ineta Radēviča       | Lettland       | 6.53 | 6.42 |      | 6.53  | SB         |
| 14        | A     | Jackie Edwards       | Bahamas        | x    | 6.53 | x    | 6.53  |            |
| 14        | B     | Wang Lina            | Kina           | 6.53 | x    | x    | 6.53  |            |
| 16        | B     | Heli Kruger          | Finland        | x    | 6.49 | 6.50 | 6.50  |            |
| 17        | A     | Ioanna Kafetzi       | Grekland       | 6.49 | x    | 6.41 | 6.49  |            |
| 18        | B     | Adina Anton          | Rumänien       | 6.45 | 6.47 | 6.14 | 6.47  |            |
| 19        | A     | Guan Yingnan         | Kina           | 6.38 | 6.46 | x    | 6.46  |            |
| 20        | B     | Rose Richmond        | USA            | 6.46 | 6.14 | 6.29 | 6.46  |            |
| 21        | A     | Antonija Jordanova   | Bulgarien      | 6.45 | 6.31 | 6.28 | 6.45  |            |
| 22        | A     | Kéné Ndoye           | Senegal        | 6.10 | 6.25 | 6.45 | 6.45  |            |
| 23        | B     | Stiliani Pilatou     | Grekland       | 6.42 | x    | 6.27 | 6.42  |            |
| 24        | B     | Valentīna Gotovska   | Lettland       | x    | 6.41 | 6.40 | 6.41  |            |
| 25        | A     | Denisa Ščerbová      | Tjeckien       | 6.31 | 6.39 | x    | 6.39  |            |
| 26        | B     | Zita Ajkler          | Ungern         | 6.39 | 6.25 | x    | 6.39  |            |
| 27        | B     | Anastasija Juravleva | Uzbekistan     | x    | 6.39 | x    | 6.39  |            |
| 28        | A     | Fiona May            | Italien        | 6.24 | 6.36 | 6.38 | 6.38  |            |
| 29        | A     | Eunice Barber        | Frankrike      | 6.28 | 6.37 | 6.35 | 6.37  |            |
| 30        | B     | Yudelkis Fernández   | Kuba           | 6.36 | 6.28 | 6.19 | 6.36  |            |
| 31        | B     | Keila Costa          | Brasilien      | x    | 6.33 | 6.26 | 6.33  |            |
| 32        | B     | Niki Xanthou         | Grekland       | x    | 6.31 | 6.27 | 6.31  |            |
| 33        | A     | Lerma Gabito         | Filippinerna   | 6.31 | 5.96 | 6.13 | 6.31  |            |
| 34        | B     | Maho Hanaoka         | Japan          | 4.67 | x    | 6.31 | 6.31  |            |
| 35        | B     | Liang Shuyan         | Kina           | x    | 5.92 | x    | 5.92  |            |
| 36        | A     | Tina Carman          | Slovenien      | x    | x    | 5.72 | 5.72  |            |
| 37        | B     | Svetlana Pessova     | Turkmenistan   | x    | 5.64 | 5.58 | 5.64  |            |
| 99        | A     | Alina Militaru       | Rumänien       | x    | —    | —    | NM    |            |
| 99        | B     | Niurka Montalvo      | Spanien        | x    | x    | x    | NM    |            |

### Final
| Placering | Namn               | Nationalitet   | 1    | 2    | 3    | 4    | 5    | 6    | Märke | Noteringar |
| --------- | ------------------ | -------------- | ---- | ---- | ---- | ---- | ---- | ---- | ----- | ---------- |
| 1         | Tatjana Lebedeva   | Ryssland       | x    | 7.07 | x    | 6.82 | 7.05 | x    | 7.07  |            |
| 2         | Irina Simagina     | Ryssland       | 7.05 | 7.02 | x    | x    | x    | x    | 7.05  |            |
| 3         | Tatjana Kotova     | Ryssland       | 7.05 | x    | 6.84 | 6.70 | x    | 6.76 | 7.05  | SB         |
| 4         | Bronwyn Thompson   | Australien     | 6.79 | x    | 6.92 | 6.96 | x    | 6.70 | 6.96  | SB         |
| 5         | Anju Bobby George  | Indien         | 6.83 | 6.75 | x    | 6.68 | 6.61 | x    | 6.83  | NR         |
| 6         | Jade Johnson       | Storbritannien | 6.74 | 6.80 | x    | x    | x    | 6.67 | 6.80  | PB         |
| 7         | Tünde Vaszi        | Ungern         | 6.73 | 6.53 | 6.64 | 6.59 | x    | 6.63 | 6.73  | SB         |
| 8         | Bianca Kappler     | Tyskland       | 6.26 | 6.49 | 6.66 |      |      |      | 6.66  |            |
| 9         | Grace Upshaw       | USA            | 6.64 | x    | 6.64 |      |      |      | 6.64  |            |
| 10        | Carolina Klüft     | Sverige        | 6.63 | 6.62 | x    |      |      |      | 6.63  |            |
| 11        | Jelena Kasjtjejeva | Kazakstan      | x    | 6.53 | 6.27 |      |      |      | 6.53  |            |
|           | Marion Jones       | USA            | x    | 6.85 | 6.82 | 6.73 | x    | 6.63 | 6.85  | DSQ        |

## Final
1. Tatyana Lebedeva, Ryssland 7,07
2. Irina Simagina, Ryssland 7,05
3. Tatyana Kotova, Ryssland 7,05 SB
4. Bronwyn Thompson, Australien 6,96 SB
5. Marion Jones, USA 6,85
6. Anju Bobby George, Indien 6,83 NR
7. Jade Johnson, Storbritannien 6,80 PB
8. Tünde Vaszi, Ungern 6,73 SB
9. Bianca Kappler, Tyskland 6,66
10. Grace Upshaw, USA 6,64
11. Carolina Klüft, Sverige 6,63
12. Jelena Kasjtjejeva, Kazakstan 6,53

## Rekord

### Världsrekord
- Galina Tjistjakova, Sovjetunionen - 7,52 - 11 juni 1988 - Leningrad, Sovjetunionen

### Olympiskt rekord
- Jackie Joyner-Kersee, USA – 7,40 - 29 september 1988 - Seoul, Sydkorea

## Tidigare vinnare

### OS
- 1896 – 1936: Inga tävlingar
- 1948 i London: Olga Gyarmati, Ungern – 5,70
- 1952 i Helsingfors: Yvette Williams, Nya Zeeland – 6,24
- 1956 i Melbourne: Elzbieta Krzesinka, Polen – 6,35
- 1960 i Rom: Vera Krepkina, Sovjetunionen – 6,37
- 1964 i Tokyo: Mary Rand-Bignall, Storbritannien – 6,76
- 1968 i Mexico City: Vittoreana Viscopoleanu, Rumänien – 6,82
- 1972 i München: Heide Rosendahl, Västtyskland – 6,78
- 1976 i Montréal: Angela Voigt, DDR – 6,72
- 1980 i Moskva: Tatjana Koplakova, Sovjetunionen – 7,06
- 1984 i Los Angeles: Anisoara Stanciu, Rumänien – 6,96
- 1988 i Seoul: Jackie Joyner-Kersee, USA – 7,40
- 1992 i Barcelona: Heike Drechsler, Tyskland – 7,14
- 1996 i Atlanta: Chioma Ajuna, Nigeria – 7,12
- 2000 i Sydney: Heike Drechsler, Tyskland – 6,99

### VM
- 1983 i Helsingfors: Heike Drechsler, Tyskland – 7,27
- 1987 i Rom: Jackie Joyner-Kersee, USA – 7,36
- 1991 i Tokyo: Jackie Joyner-Kersee, USA – 7,32
- 1993 i Stuttgart: Heike Drechsler, Tyskland – 7,11
- 1995 i Göteborg: Fiona May, Italien – 6,98
- 1997 i Aten: Ljudmila Galkina, Ryssland – 7,05
- 1999 i Sevilla: Niurka Montalvo, Spanien – 7,06
- 2001 i Edmonton: Fiona May, Italien – 7,02
- 2003 i Paris: Eunice Barber, Frankrike – 6,99